# Championnat des sonneurs
Le Championnat des sonneurs ou Championnat de Bretagne de musique et de danse traditionnelles est un concours qui a lieu tous les ans à Gourin dans le Morbihan le 1er week-end de septembre. Il est depuis 2015 répertorié par l'Inventaire du patrimoine culturel immatériel en France dans la catégorie Musiques et Danses.
Le premier rassemblement s'est tenu en 1955 à l'initiative de l'abbé Le Poulichet, de la paroisse, qui a pris contact avec l'association Bodadeg Ar Sonerion (BAS) pour ajouter au traditionnel pardon de la Saint Hervé une procession de sonneurs. Après un premier concours informel en 1956, Polig Montjarret propose au maire, à partir de 1957, d'organiser chaque année autour du pardon un concours de sonneurs, auquel Bodadeg Ar Sonerion fournit un règlement et un jury. Depuis 1993, le championnat se déroule dans le domaine du château de Tronjoly devant plusieurs milliers de connaisseurs.
Chaque édition, il réunit des sonneurs spécialistes d'un terroir musical qui concourent dans cinq catégories : couple kozh (depuis 1956), couple braz (depuis 1958), couple jeunes (depuis 1996), couple famille et duo libre (depuis 2000).
Pour jouer à Gourin, il faut auparavant se qualifier lors de concours qui ont lieu dans l'année. Environ quarante couples kozh et couples braz participent au championnat à chaque édition. À l'issue de la compétition, le gagnant est sacré champion de Bretagne, jusqu'à l'année suivante où il remet son titre en jeu.

## Les concours de sonneurs en Bretagne avant 1950
Les concours de sonneurs ont été très populaires de la fin du XIXe siècle à la Seconde Guerre mondiale. Portés par les mouvements régionalistes et l’engouement pour les traditions dites « pittoresques » au sein des classes urbaines, ils vont devenir indissociables des fêtes folkloriques qui se multiplient, en particulier en Basse-Bretagne. La Bretagne est alors considérée comme une région « exotique » par les touristes.
C'est à Saint-Brieuc que naît le premier concours de sonneurs par couple en 1881 au milieu des fanfares et harmonies. Très vite prisés des musiciens, ces manifestations se multiplient en Bretagne ; entre 1881 et 1939, 47 concours de biniou-bombarde sont recensés. À Vannes, en 1892, 63 couples s’affrontent et à Quimperlé, en 1901, ils sont 35 au concours organisé par l’Union régionaliste bretonne. À Gourin, un concours a lieu en 1904, quelques jours après le pardon de la Saint-Hervé. L’un des derniers grands concours de l’entre-deux-guerres a lieu à Huelgoat en 1921 au cours duquel s’affrontent 25 couples. Ces rassemblements du début du XXe siècle, spectacles mis en scène pour le grand public, symbole d’appartenance et d’affirmation pour les mouvements régionalistes, ne parviennent toutefois pas à enrayer le déclin des couples de sonneurs.

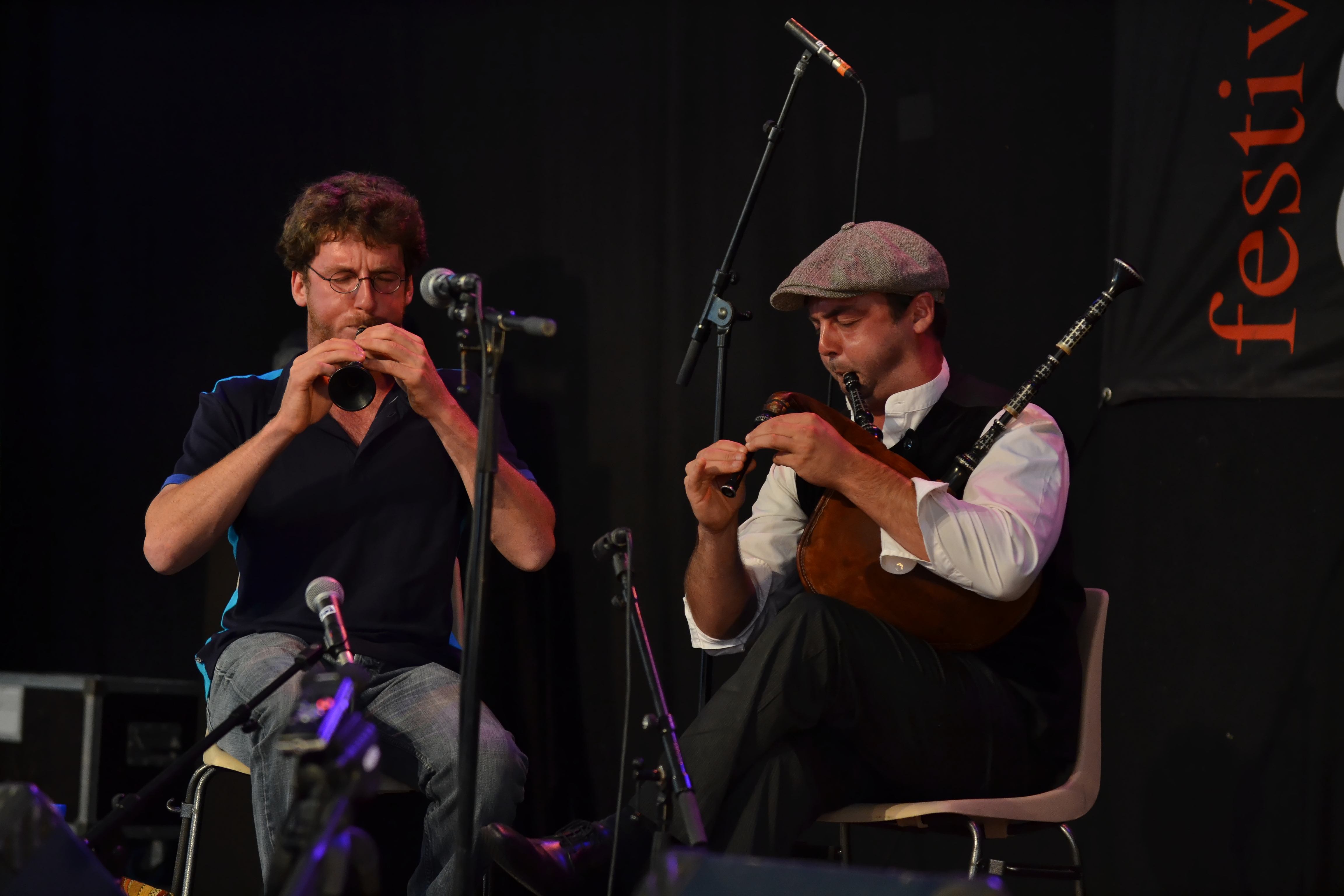
Trophée Plume de Paon au Festival de Cornouaille à Quimper.

C’est dans les années 1950 que des pionniers du mouvement revivaliste, sous l’influence de la BAS, mettent les concours au service de la sauvegarde de la musique traditionnelle. Le premier grand concours d’après-guerre a lieu à Quimper en juillet 1949. Les sonneurs « de métier », omniprésents dans les concours d’avant-guerre, ont cette fois affaire à des organisateurs déterminés à réglementer strictement les concours dans un but précis, tant sur le plan de la technique que du répertoire. Auparavant, les sonneurs n’avaient pas vraiment de répertoire commun ; afin de les départager objectivement, on leur demandait parfois de jouer des chansons populaires comme Il était un petit navire. Ils avaient également libre choix des styles et interprétaient donc souvent des polkas et autres morceaux « étrangers ». Cette réglementation stricte ne convient pas à tous les sonneurs de métier qui n’avaient pas fait un minimum de classification des styles et de recherches préalables. Auguste Salaün, un talabarder très « titré » avant la guerre, se voit ainsi être écarté par le jury à Quimper pour avoir interprété La Paimpolaise. Ce concours quimpérois n’est réitéré qu’une dizaine d’années plus tard, avec pour objectif de faire ressortir des bagadoù des couples de sonneurs, afin que les cercles puissent disposer de musiciens individuels de qualité. Il n’y est plus question d’épreuve à dimension « nationale ».

## Histoire

### Du Pardon des sonneurs...

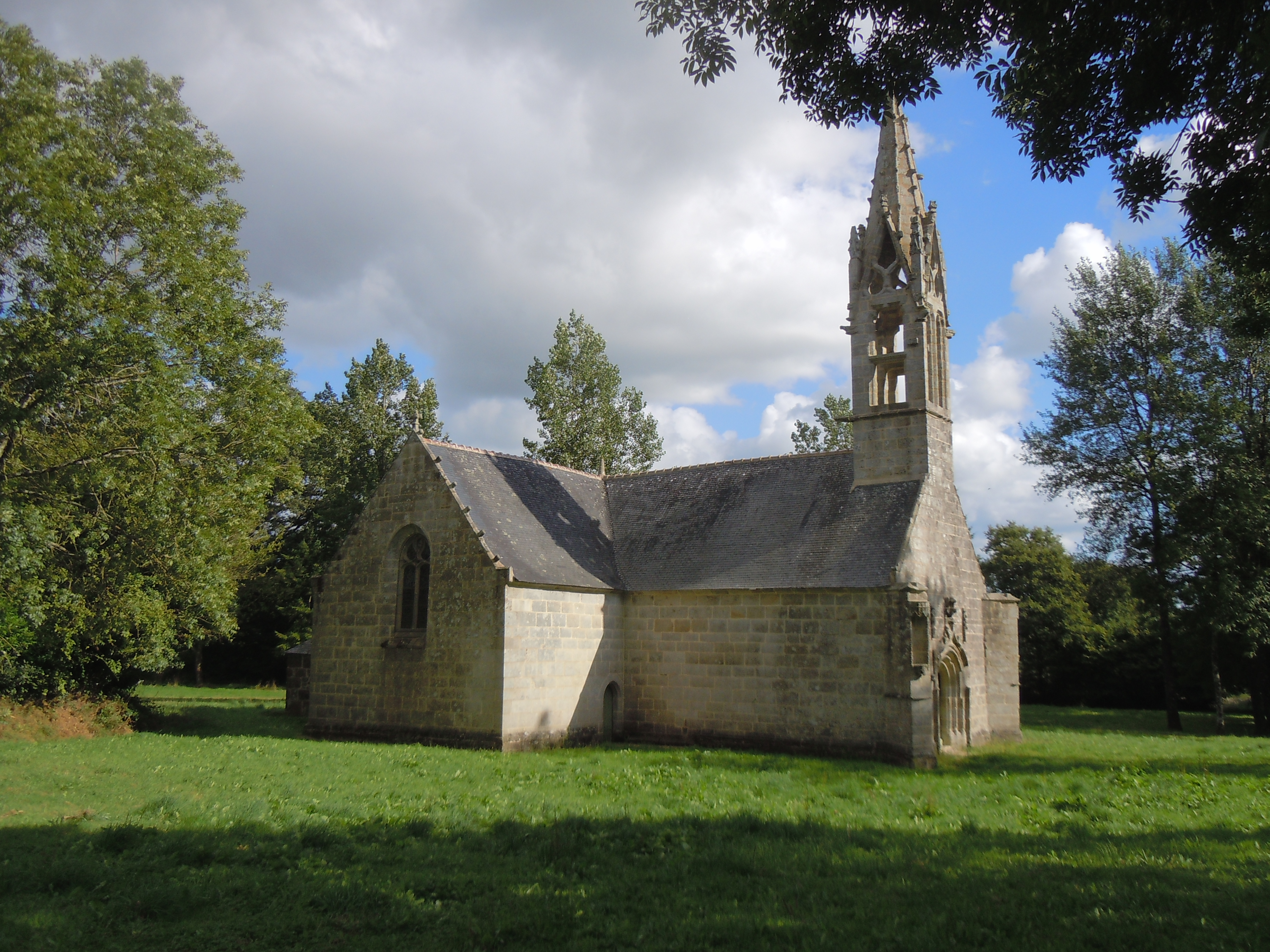
Chapelle Saint-Hervé de Gourin

À Gourin, un premier rassemblement des sonneurs de couple est organisé en 1955 par l'abbé Le Poulichet, curé de la paroisse. En s'inspirant, d'après Martial Pezennec – responsable de la commission couple de la BAS –, de l'exemple du pardon Itron Varia Garvez, à Lescouët-Gouarec, où le curé invitait les sonneurs à participer à la procession et au feu de joie, il inscrit cette réunion dans le cadre du pardon de la Saint-Hervé. Pour l'abbé Le Poulichet, les affinités de saint Hervé avec la musique – on le disait barde – font de lui le candidat idéal au titre de patron des sonneurs. Il contacte Bodadeg ar Sonerion (BAS) et le comité des fêtes gourinois. L'initiative est saluée par Polig Monjarret dans la revue de l'association BAS, Ar Soner, avant même que le pardon n'ait lieu : « Beaucoup de nos amis ont accueilli en effet avec faveur la proposition qui leur a été faite par le clergé de Gourin d'incorporer au célèbre pardon de la Saint-Hervé […] un véritable pardon des sonneurs bretons. […] Le dimanche 25 septembre donnera ainsi lieu à un rassemblement nouveau qui sera tout autre chose qu'une parade folklorique dont cet été aura saturé les plus exigeants. ».
Le 25 septembre 1955, environ 200 sonneurs sont au rendez-vous. La Kevrenn ar Menez Du de Gourin et la Kenvreuriez ar Viniaouerien (confrérie des sonneurs de biniou) de la région parisienne participent au succès de cette journée, qui convie des danseurs en costumes avec la présence de nombreux cercles de Cornouaille, du Vannetais et même de Guingamp. L'association parisienne KAV propose une ébauche de concours à partir de partitions à déchiffrer puis à interpréter. À cette époque, le peu de sonneurs traditionnels sachant lire la musique réduit le nombre de candidats à deux ou trois couples. La procession prend pour la première fois la forme d'un triomphe des sonneurs. Polig Monjarret ne cache pas son enthousiasme par rapport à cette tradition qu'il souhaite voir perdurer : « Si un jour, par malheur, il ne devait subsister qu'un vrai pardon en Bretagne, ce sera au moins celui-là. ».

### ...Au concours des meilleurs sonneurs

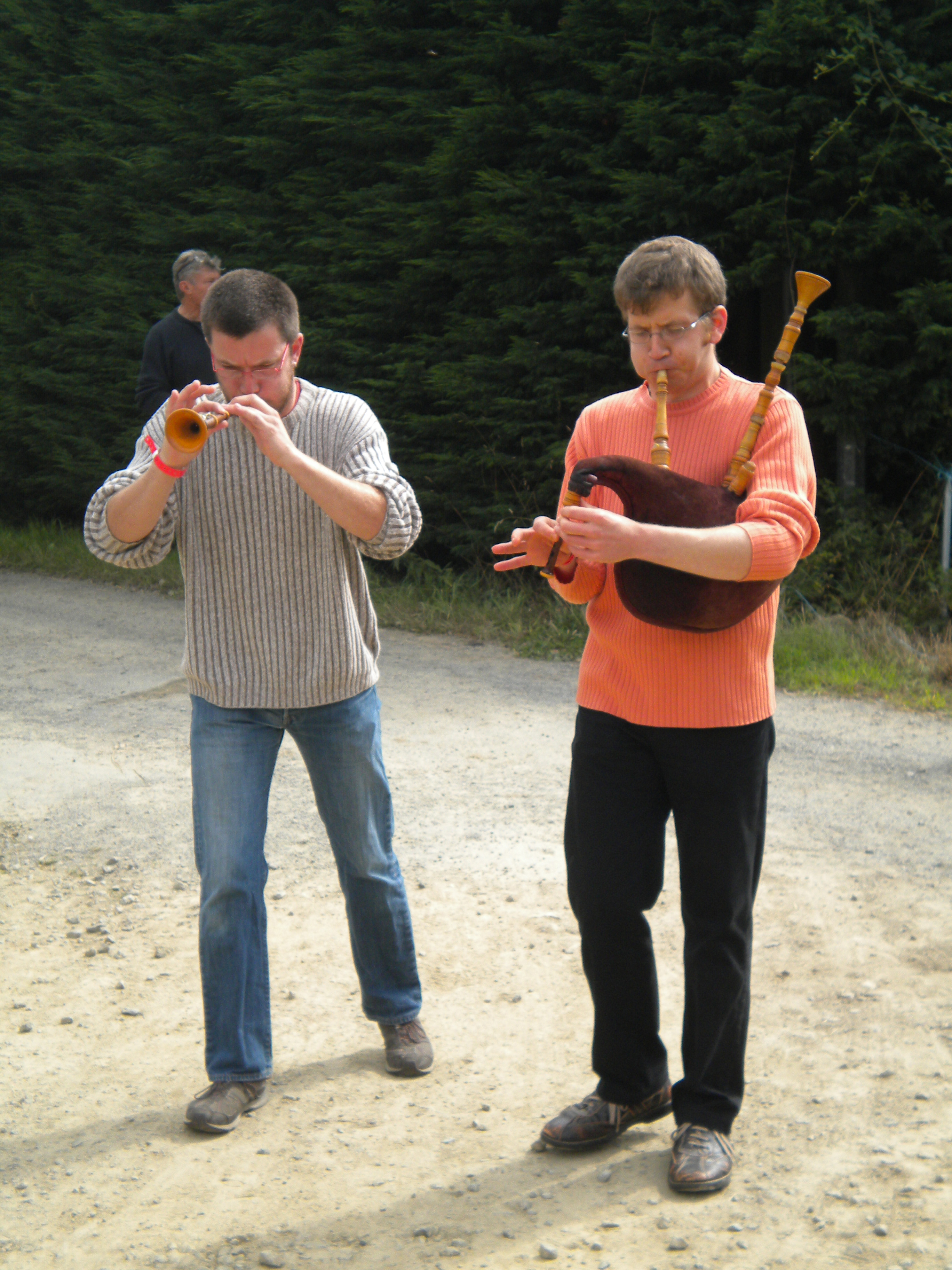
Couple kozh au festival plinn

En 1956, un concours, informel et spontané, a lieu lors du deuxième pardon de la Saint-Hervé selon plusieurs témoins. L'année suivante, Polig Monjarret, qui n'avait pas réussi à convaincre le comité des fêtes d'organiser un petit concours, propose cette fois son projet à Émile Le Gall, maire de Gourin. Au comité des fêtes, il trouve le renfort de Marcel Carmard et Raymond Cozic pour ancrer le concours à Gourin. Le comité des fêtes met cent mille anciens francs de prix en jeu et se charge de la logistique du concours. Dès 1957, BAS, sous la présidence de Dorig Le Voyer, définit un premier règlement strict. Polig Monjarret, Dorig Le Voyer, Albert Hémery et Donatien Laurent sont membres du jury.
Jusqu'en 1964, aucune distinction n'est faite entre les couples utilisant le biniou kozh et le biniou braz pour répondre à la bombarde. Dans l'esprit d'une BAS – qu'on dit volontiers plus préoccupée par les bagadoù –, au sein du couple, le biniou kozh doit jouer un rôle de garant de la tradition. Le biniou braz, ou cornemuse écossaise, doit quant à lui « être exclusivement réservé aux bagadoù », explique Polig Monjarret dans le numéro d'Ar Soner qui parait après le concours de 1960. Les binioù braz dominent pourtant les premières années du concours. L'influence de la première génération des sonneurs, qui évolue en bagad, comme Cadoudal et Rivoallan, fondateurs de celui de Bourbriac, n'y est pas étrangère. Progressivement, le concours de Gourin est de plus en plus perçu par les sonneurs de kozh comme un bastion de résistance d'une tradition musicale authentique.
De 1957 à 1963, le nombre de participants au concours, rebaptisé « Championnat de Bretagne des sonneurs » augmente régulièrement. Cette dernière année, pour éviter la surchauffe, les sonneurs « autorisés à concourir » ont été sélectionnés lors de compétitions départementales qui préfigurent les concours qualificatifs.

### Les mouvements de révoltes
Dans les années 1960 et 1970, le concours va jouer le rôle de thermomètre des relations entre les sonneurs, BAS et de la société bretonne en général. Le comité des fêtes doit non seulement faire face à des sonneurs de plus en plus frondeurs mais à l'hostilité latente de nombreux Gourinois, notamment les commerçants qui préparent les repas et servent les boissons, à qui le comité demande une participation. En 1972, certains tentent même de faire annuler le concours. La mise en place d'une billetterie avec la clôture du site de la chapelle fait à nouveau scandale mais elle permet d'amorcer la première « professionnalisation » du concours. L'époque est à la revendication, culturelle mais aussi politique, avec la révolte d'une nouvelle génération contre le pouvoir en place et tous ceux qui l'incarnent, qu'ils soient de BAS ou du comité. C'est l'époque où les jeunes sonneurs sortent du cadre musical rigide en jouant une musique plus proche des jeunes danseurs, refusent de porter le costume. Même si les jeans abordés fièrement par les « sonneurs rebelles » provoquent la colère parmi certains organisateurs, le costume n'est plus obligatoire à partir de 1975.
À la fin des années 1970, battue en brèche, la formule concours s'essouffle, alors que les spectateurs n'ont jamais été aussi nombreux à répondre à l'appel des sonneurs. Les organisateurs doivent revenir sur le principe des inscriptions sur place, faute de trouver un nombre suffisant de concurrents aux qualificatifs. À l'époque où des groupes comme Gwerz et Skolvan font leurs débuts, les sonneurs privilégient la formule concert et commencent à jouer dans les cabarets, les MJC…

### Les années charnières
Les contestataires, emmenés par les sonneurs d'une nouvelle association (SKV : Sonerien Ha Kanerien Vreizh), boycottent BAS et l'édition de 1978. Sans pour autant remettre en cause les principes du concours, mais déçus de l'organisation logistique du concours, ils décident de délocaliser le concours de Gourin pour que celui-ci soit itinérant. En 1979 il a donc lieu à Pluvigner et l'année suivante, les sonneurs parviennent à l'organiser à Lanrivain. Faute d'une organisation suffisante, pas de concours en 1981. Réapprochés  par Martial Pezennec, avec lequel ils n'avaient jamais coupé les ponts, ils abandonnent leur projet indépendant pour revenir à Gourin en 1982. Si le public est au rendez-vous, le concours redémarre doucement, avec un certain laisser-aller et un conformisme, plus ou moins chatouillé par l'accession aux premiers rangs de la génération « rebelle ».
Dans les années 1980, signe de renouveau, BAS relance l'activité de sa commission « couple », avec Alain Le Buhé à sa tête, épaulé par Erwan Ropars. Au sein du comité des fêtes, les fidèles du concours voient arriver une nouvelle génération de Gourinois, dont la plupart ont la trentaine et sont aussi sonneurs. Conscients de leur identité bretonne, ils arrivent avec une très bonne image du concours. Trois futurs présidents sont arrivés à cette époque : José Le Fer, Hervé Le Floc'h et Laurent Citerin. Rémy Le Bris refuse cependant leur idée d'appel au sponsoring pour développer le concours.
La forme actuelle de Gourin - au manoir de Tronjoly - a démarré en 1995 avec le sponsoring et mécénat de grandes entreprises. A cette échelle : ce fut une première dans l'histoire de Gourin. Ouest-France pour les relais de communication, et le Groupement des Mousquetaires (Intermarché) pour la logistique alimentaire . Le   soutien  de ces entreprises ne s'est pas démenti au fil des ans.

### Tronjoly, le triomphe des sonneurs

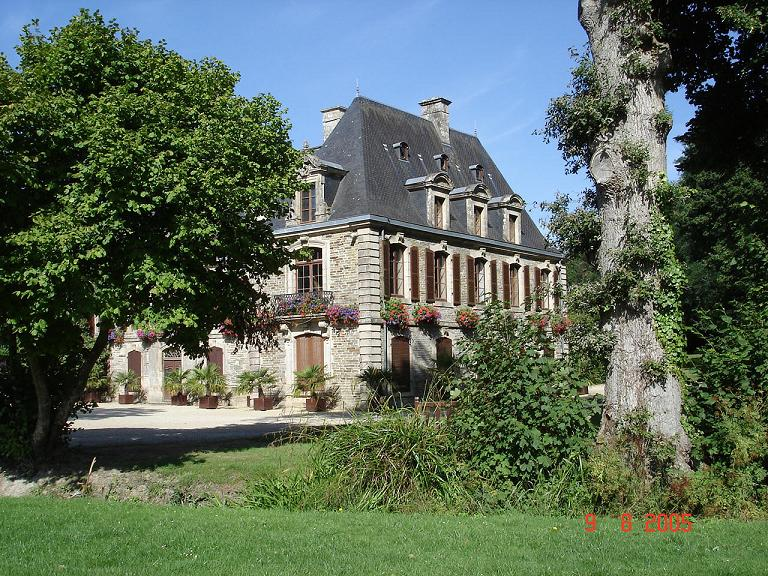
Manoir de Tronjoly à Gourin

Le comité s'interroge sur le lieu et la date du concours. Des 1989, les épreuves du matin sont transférées au château de Tronjoly, devenu la propriété de la municipalité gourinoise, avant de s'y installer définitivement en 1992. La nouvelle équipe parvient à convaincre le comité des fêtes que son ampleur rend nécessaire la création d'une association, entièrement consacrée au concours. En 1993, avec la création du Comité d'organisation du Championnat de Bretagne (COCB), les choses s'accélèrent. S'appuyant en partie sur les réseaux des sonneurs, José Le Fer lance une politique de partenariats qui se révèle fructueuse, avec des sociétés locales et des industriels notamment.
En 1996, pour les quarante ans du concours, le public et les médias affluent à la grande fête qui change de dimension. Son image d'authenticité et de convivialité, mais aussi la médiatisation croissante de la musique traditionnelle, font que le concours gourinois est en phase avec la Bretagne des années 1990. L'année des 40 ans, un concert dans l'église de Gourin, un fest-noz, une création du bagad de Locoal-Mendon ainsi qu'une exposition enrichissent le programme. L'anniversaire est l'occasion de réunir 80 sonneurs, en invitant tous les champions en kozh et en braz depuis l'origine à d'émouvantes retrouvailles. Alan Stivell fait partie de tous les vainqueurs qui répondent présents. Un nouveau concours, le premier depuis 1957, est ouvert aux couples de moins de vingt ans le samedi, afin de valoriser le jeu en couple des jeunes sonneurs.
En 1997, le comité décide de conserver un programme de festivités renforcé et lance même un troisième concours pour les familles. Il s'agit cette fois de souligner l'importance de la transmission familiale pour la musique traditionnelle ; sont autorisés à concourir les membres d'une même famille séparés par au moins une génération. De 1995 à 2000, budget et fréquentation sont multipliés par sept. « Les passionnés ont continué à venir, mais c'est surtout le grand public et les Gourinois qui ont pris conscience de la dimension et de l'importance de ce rendez-vous pour toute la Bretagne. Les anciens du comité ne cachent pas leur plaisir en évoquant les trois cents bénévoles, dont 80 % de Gourinois, qui contribuent au caractère convivial de la fête », déclare Rémy Le Bris en 2004. La fête revendique d'autres particularités pour un événement de si grande ampleur : un billet d'entrée le plus abordable de Bretagne, seulement 10 % des entrées viennent de touristes et les autres visiteurs viennent de la Bretagne entière, ce qui confirme sa vocation régionale ou « nationale » revendiquée par le championnat dès son origine.

### Le modernisme au cœur de la tradition
Depuis 1996, la fête s'étale sur trois jours, du vendredi au dimanche, et propose festoù-noz, concerts, prestation d'un bagad et créations, en rassemblant environ 10 000 personnes à chaque édition. En 2000, le concours « duo libre » permet aux sonneurs et aux musiciens d’expérimenter des associations d'instruments et d'exprimer leur originalité, ce qu'ont su faire des musiciens très expérimentés tels que Le Vallégant-Lefèbvre et Huiban-Becker. La même année, le Québec est à l'honneur avec une délégation de groupes dans le cadre de l'échange Bretagne TransAmerica.

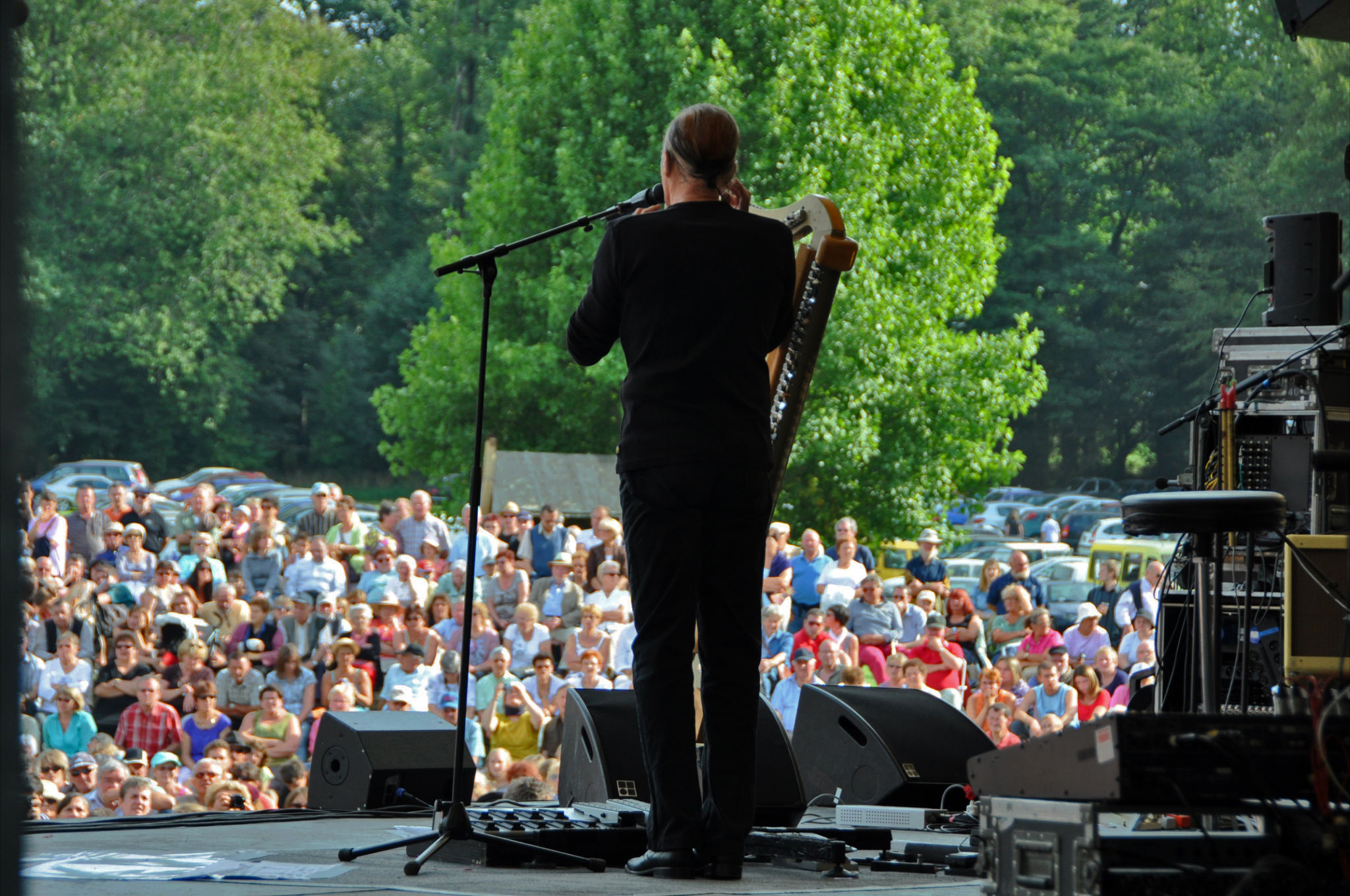
Alan Stivell sur la grande scène du championnat en 2010

Lors de la 50e édition en 2006, les candidatures aux différents concours atteignent un record avec la participation de 325 couples ; 54 couples koz et braz sont sélectionnés pour se produire lors de la finale le samedi. Le dimanche est animé par les spectacles de Nolwenn Korbell et Soïg Sibéril, l'orchestre Norkst et la Kevrenn Alre. La qualité des prestations aux concours est tirée vers le haut, tant dans la technicité que l'interprétation, le tout dans le respect scrupuleux de la tradition. L'esprit de compétition pour décrocher le prestigieux titre de Champion de Bretagne continue d'être un élément moteur. Le côté danse est accentué avec les spectacles des cercles celtiques, les grands festoù-noz, un championnat de Bretagne de danse traditionnelle organisé par la fédération War'l Leur depuis 2013. Les concerts de clôture attirent les spectateurs pour voir des groupes de la scène actuelle bretonne : Bagad de Lann-Bihoué en 2008, duo Jean-Michel Veillon et Gilles Le Bigot et trio EDF en 2009, Alan Stivell en 2010, Gilles Servat en 2011, Dan Ar Braz en 2012, Barzaz en 2013, Soldat Louis en 2014.
En 2016, lors de la 60e édition, la maman d'un sonneur du concours bras, Tangi Josset, décède, victime d'un arrêt cardiaque. Les organisateurs décident d'annuler le concours bras.

## Cadre de participation et évolution des pratiques

À la création officielle du concours en 1957, BAS fixe un règlement draconien de 35 articles : « Les sonneurs s’engagent à ne pas quitter la ville avant l’annonce des résultats […] Les candidats porteront obligatoirement un costume breton ». Si l’uniforme des bagadoù respectifs, de BAS ou des scouts sont acceptés, « seront éliminés les sonneurs se présentant en tenue civile ». Toute consommation d’alcool avant et pendant les épreuves est interdite. Vient s’ajouter l’obligation d’accorder parfaitement son instrument sous peine de disqualification. Pour le premier concours, la Bretagne est divisée en quatre « régions musicales » auxquelles les sonneurs doivent rester fidèles dans les morceaux proposés.
Le championnat comporte plusieurs étapes : l'épreuve de mélodie le matin place de l’église, l'épreuve de marche rue de la gare et après les vêpres l’épreuve de danse (d’un terroir donné) à la chapelle Saint-Hervé. Le jury est placé dans une bétaillère pour ne pas voir les participants. Ce jugement à l’aveugle divise musicien et organisateur durant de longues années, considérant que les sonneurs du jury reconnaissent les concurrents dès les premières mesures. Le jury délibère parfois jusque tard le dimanche soir. Les débats sur le répertoire, la justesse ou l’adaptation à la cornemuse occupent surtout la BAS et ses ambitions pour la culture. La logistique d’accueil et l’organisation de la fête sont à la charge du comité des fêtes. Les premiers temps, la part d’improvisation est grande et les moyens sont faibles.
Le rôle de BAS consiste seulement à organiser les jurys. Depuis 1994, la fédération des sonneurs est également chargée d’organiser les treize qualificatifs de terroirs, car l’explosion du nombre de concurrents devenait ingérable pour le comité d’organisation de Gourin. Dans la plupart des cas, les qualificatifs pour Gourin sont adossés à des fêtes locales, comme Monterfil ou la Bogue d’or pour le pays gallo, Saint-Yves à Bubry pour le terroir Pourlet, le Kann Al Loar à Landerneau pour le Léon, le Danouët à Bourbriac pour le plinn, ou le trophée Roñsed-Mor à Locoal-Mendon. Auparavant, un même jury jugeait les trois épreuves. Par la suite, quinze juges kozh sont divisés en trois jurys de cinq personnes (un pour les marches, un pour les mélodies et l’autre pour les danses). Quinze autres sont répartis entre les trois épreuves dans la catégorie braz. Les résultats sont parfois critiqués par les spectateurs, qui perçoivent la qualité des prestations différemment. Les courriers des lecteurs publiés dans la revue Musique bretonne à la fin des années 1980 témoignent de certaines incompréhensions par rapport aux critères d'évaluation.
Au début des années 2000, des sonneurs continent à revendiquer une plus grande concertation avec les jurys et d’autres estiment que trop peu d’attention est portée à la représentativité des terroirs pour les qualificatifs. Par exemple certaines régions semblent surreprésentées, comme le pays vannetais alors que la « Montagne » s’est peu à peu faite plus discrète. Philippe Grellier, coprésident du concours et de la commission couple BAS, reconnaît que le pays nantais n’est pas représenté, alors que les sonneurs étaient nombreux à Nantes dans les années 1970-1980. Pour pouvoir quand même s'inscrire, il sait que certains choisissent de s’inscrire dans d’autres terroirs. En privilégiant les styles locaux d'origine, Émile Alain observe une perte d’un « langage commun ». Selon lui, la polyvalence permet aux sonneurs d’être à l’aise avec plusieurs terroirs et de « s’adapter pour que la danse fonctionne partout, sans pour autant perdre leur personnalité d’origine ». Il préconise donc de revoir le système des qualificatifs.
En 1962, Martial Pezennec, champion de Bretagne en 1963, réunit tous les sonneurs de couple à Langonnet afin de monter la commission de couples pour organiser des journées de formation. Le but est de combler la différence entre les figures historiques du renouveau, souvent formées aux contacts d’anciens sonneurs et la génération suivante. Les jeunes gagnants du concours du samedi peuvent participer aux épreuves du lendemain, en compagnie des aînés.

## Palmarès

### Couple kozh
- 1957 : René Le Sergent / Marcel Jaffré
- 1962 : Alexandre Louet / Denis De Beauchêne
- 1963 : Martial Pezennec / Samuel Le Poupon
- 1964 : Michel Querrou / Nicole Querrou
- 1965 : Michel Querrou / Nicole Querrou
- 1966 : Pierre Diquelou / Pierre Péron
- 1967 : Pierre Le Beuz / Hervé Le Meur
- 1968 : Pierre Le Beuz / Hervé Le Meur
- 1969 : Pierre Le Beuz / Hervé Le Meur
- 1970 : Jean-Pierre Ellien / Gérard Guillemot
- 1971 : Jean-Yves Blanchard / Jakez Philouze
- 1972 : Job Philippe (Job Fulup) / André Thomas
- 1973 : Pierre Le Beuz / Hervé Le Meur
- 1974 : Jean Baron / Georges Épinette
- 1975 : Jean Baron / Christian Anneix
- 1976 : Jean Baron / Christian Anneix
- 1977 : Jean-Yves Blanchard / Jakez Philouze
- 1978 : Daniel Philippe / André Thomas
- 1979 : Daniel Philippe / André Thomas
- 1980 : Daniel Le Féon / Philippe Becker
- 1982 : Jean Baron / Christian Anneix
- 1983 : Jean Baron / Christian Anneix
- 1984 : Youenn Le Bihan / Patrick Molard
- 1985 : Youenn Le Bihan / Patrick Molard
- 1986 : Yann Le Meur / Michel Toutous
- 1987 : Pierre Crépillon / Laurent Bigot
- 1988 : Jorj Botuha / Michel Toutous
- 1989 : Jean Baron / Christian Anneix
- 1990 : Daniel Philippe / André Thomas
- 1991 : Serge Riou / Hervé Irvoas
- 1992 : Roland Becker / Philippe Quillay
- 1993 : Philippe Janvier / Jean-Luc Le Moign
- 1994 : Georges Épinette / Jean Baron
- 1995 : Gilbert Hervieux / Jacques Beauchamp
- 1996 : Daniel Philippe / Daniel Le Féon
- 1997 : Pierre Crépillon / Laurent Bigot
- 1998 : Daniel Philippe / Daniel Le Féon
- 1999 : Gildas Moal / René Chaplain
- 2000 : Daniel Philippe / Daniel Le Féon
- 2001 : Yves Berthou / Patrick Molard
- 2002 : Jorj Botuha / Philippe Quillay
- 2003 : Jorj Botuha / Philippe Quillay
- 2004 : Daniel Philippe / Michel Toutous
- 2005 : Daniel Philippe / Michel Toutous
- 2006 : Jorj Botuha / Philippe Quillay
- 2007 : Jorj Botuha / Philippe Quillay
- 2008 : Jorj Botuha / Philippe Quillay
- 2009 : Didier Le Bot / Hervé Chevrollier
- 2010 : Daniel Philippe / Jil Léhart
- 2011 : Yves Berthou / Fañch Pérennès
- 2012 : Tangi Josset / Yannick Martin
- 2013 : Julien Tymen / Michel Kerveillant
- 2014 : Julien Tymen / Michel Kerveillant
- 2015 : Julien Tymen / Michel Kerveillant
- 2016 : Julien Tymen / Michel Kerveillant
- 2017 : Yann-Ewen L'Haridon / Youenn Nedeleg
- 2018 : Yann-Ewen L'Haridon / Youenn Nedeleg
- 2019 : Yann-Ewen L'Haridon / Youenn Nedeleg
- 2020 : annulé (Covid-19)
- 2021 : Yann-Ewen L'Haridon / Youenn Nedeleg
- 2022 : Jean-François Le Gouarin / Tudual Hervieux
- 2023 : Julien Tymen / Michel Kerveillant
- 2024 : Julien Tymen / Michel Kerveillant

Sonneurs et couples de sonneurs kozh
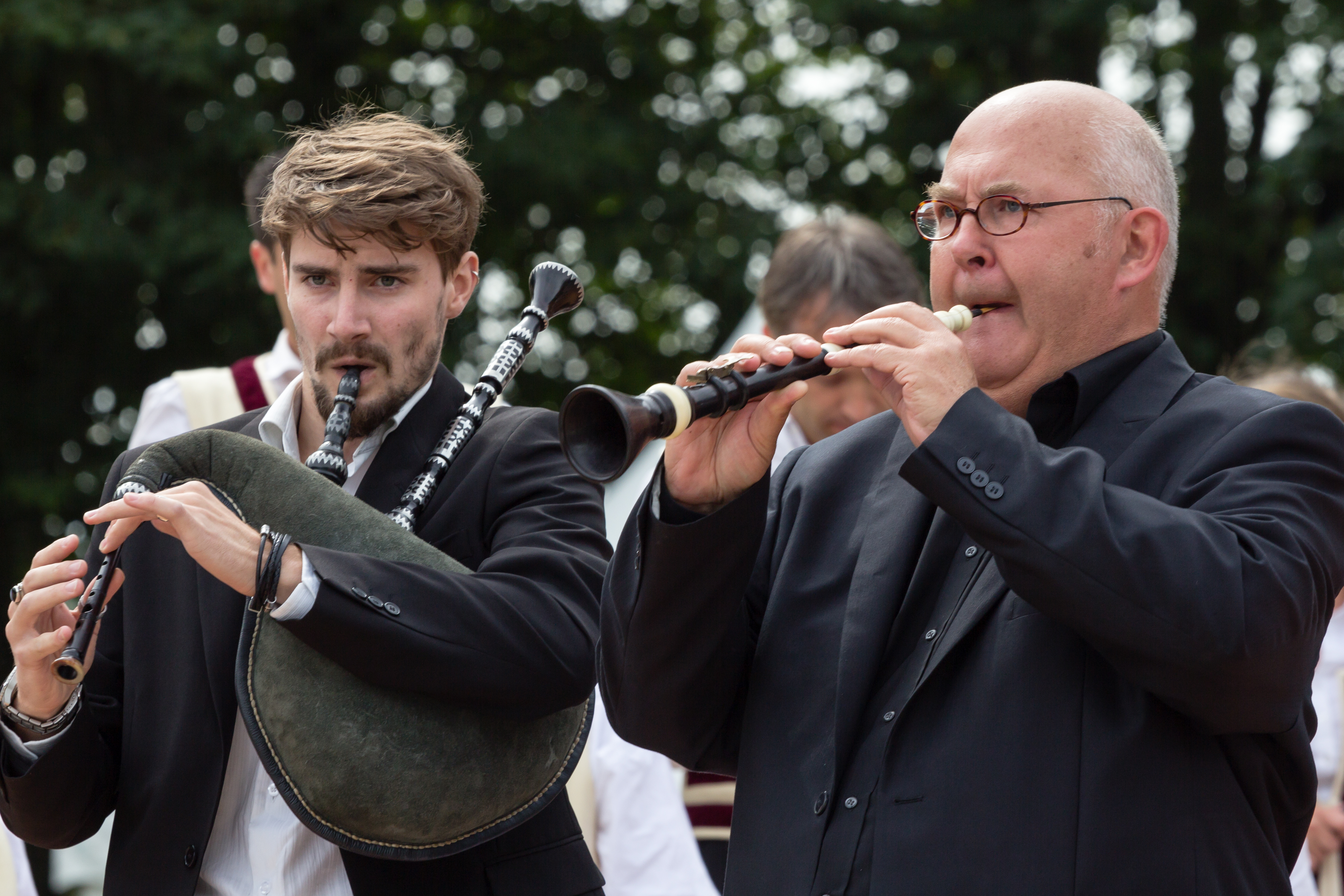
Roland Becker (à droite)
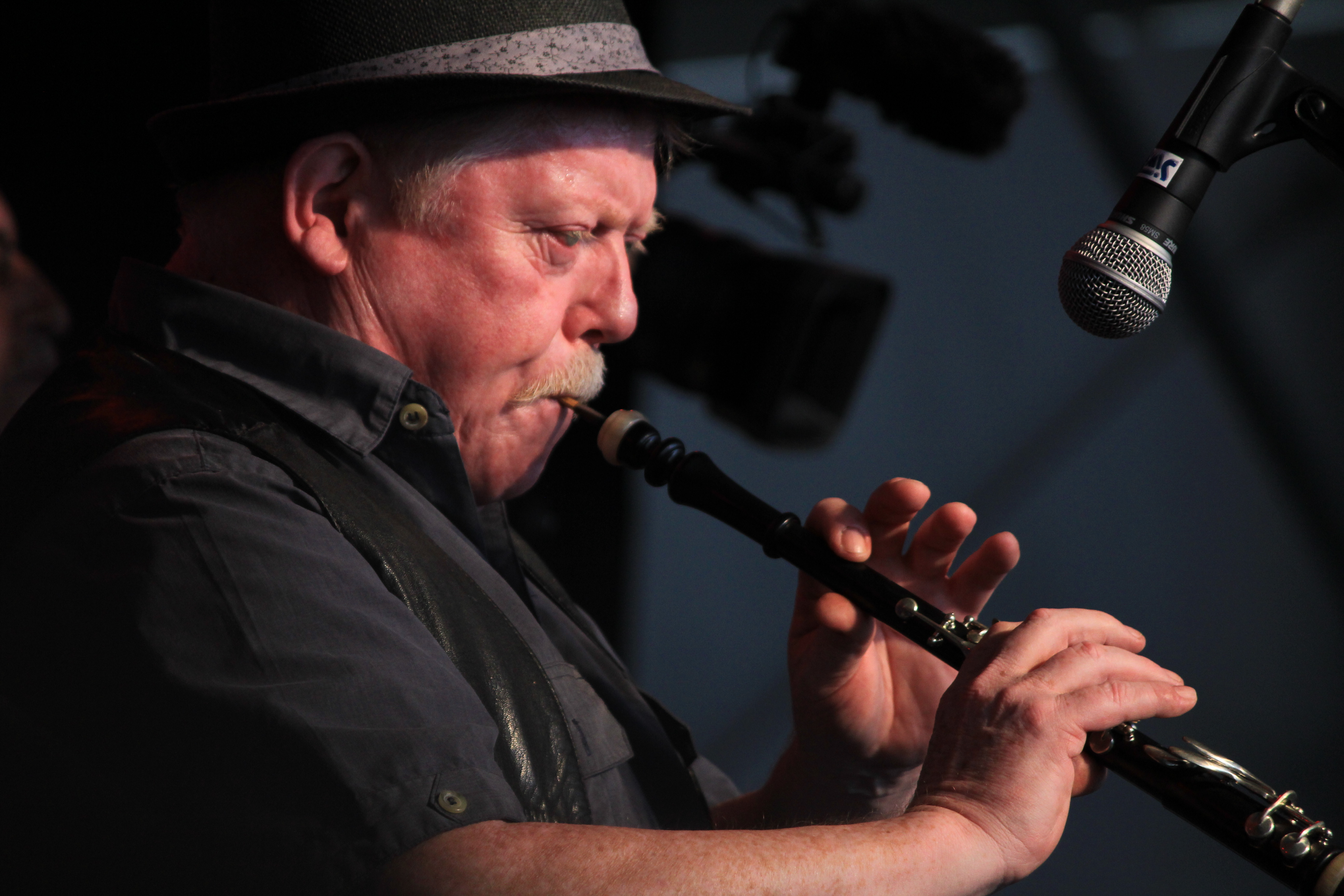
Youenn Le Bihan
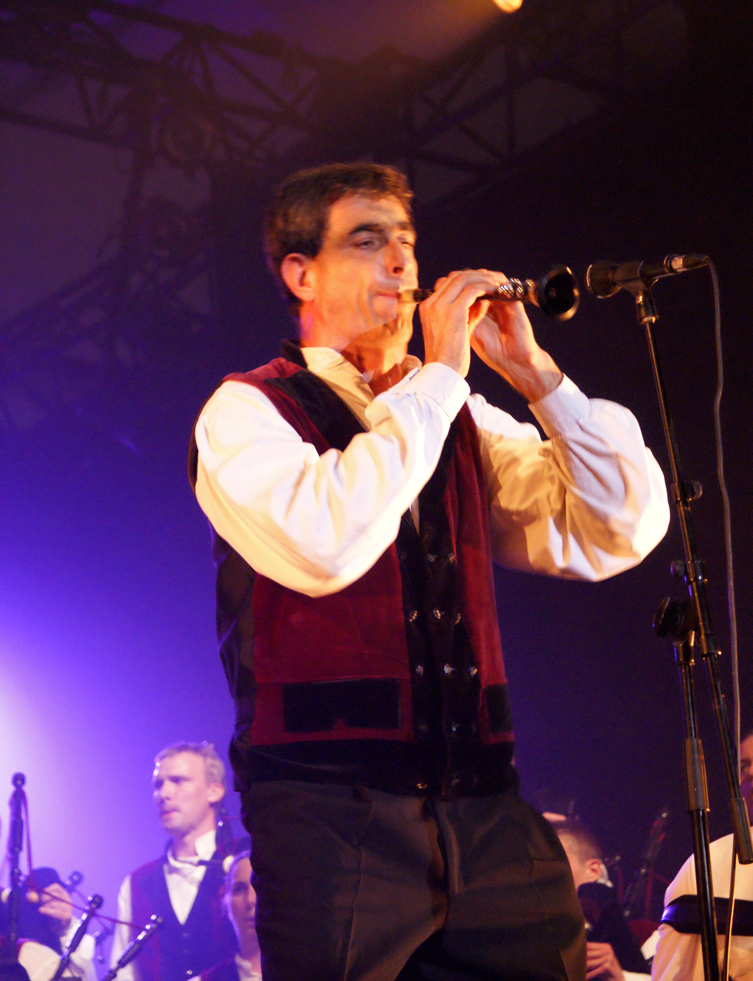
André Le Meut
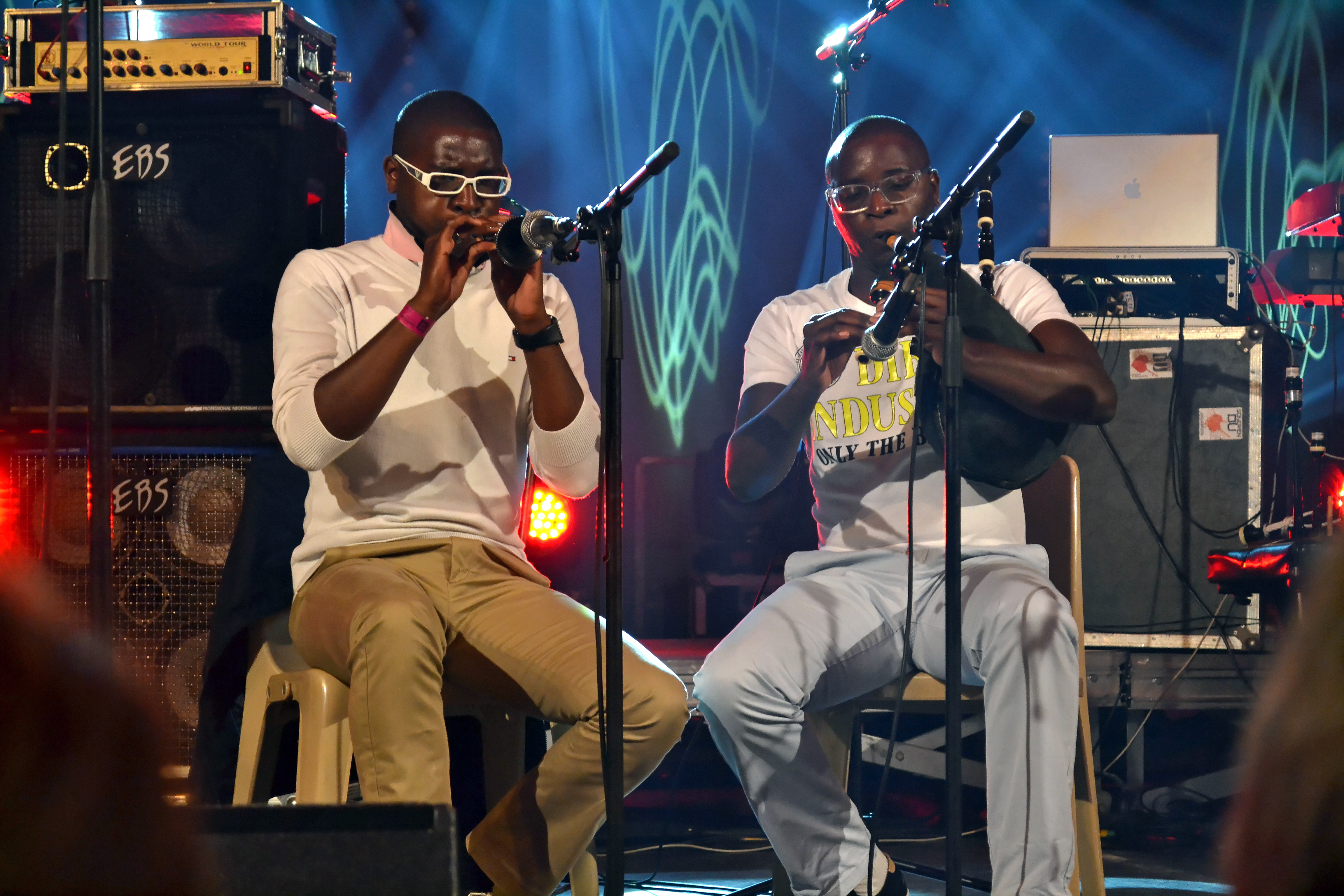
Yannick Martin et Tangi Josset
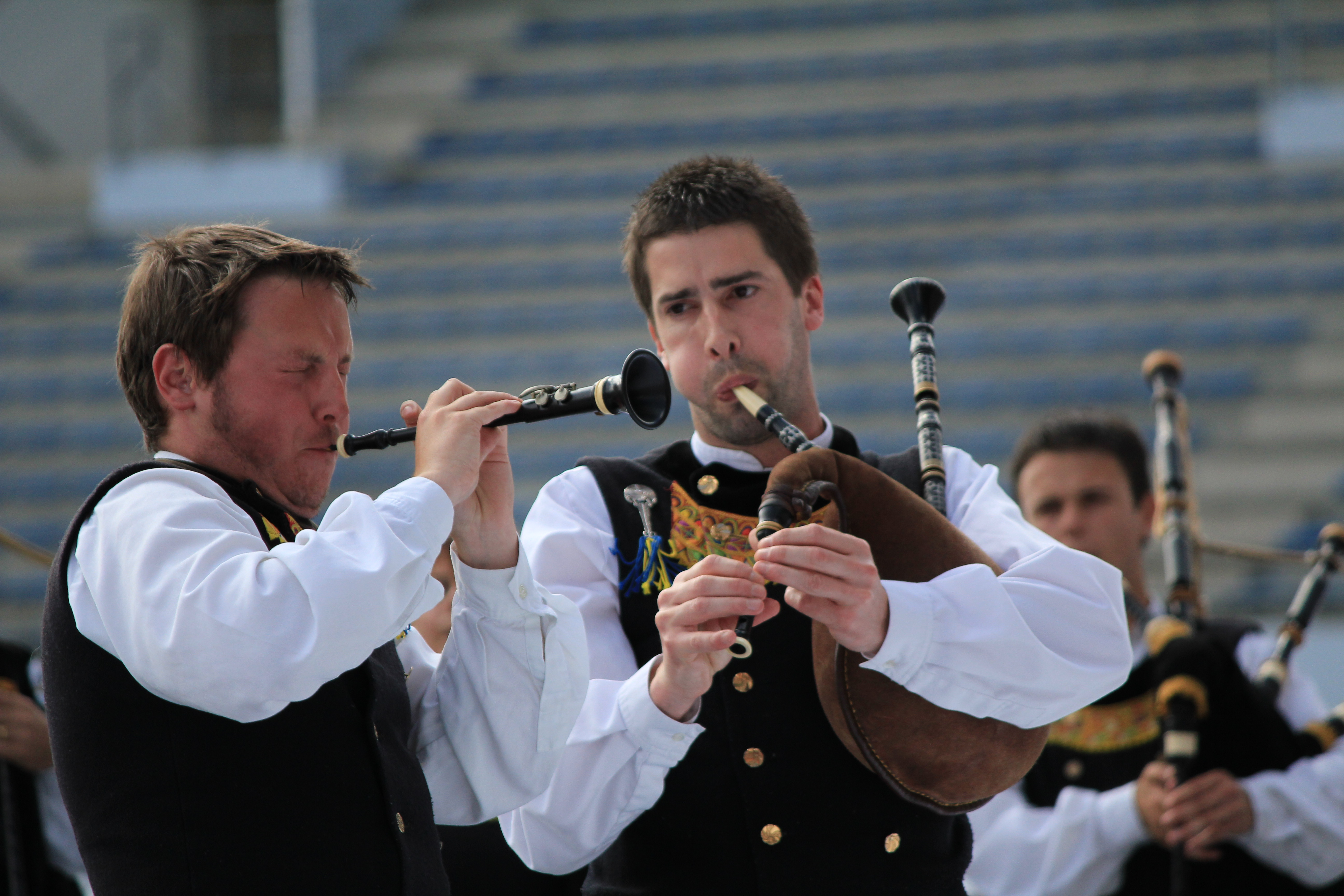
Julien Tymen et Michel Kerveillant

### Couple braz
- 1958 : Étienne Rivoallan / Georges Cadoudal
- 1959 : Étienne Rivoallan / Georges Cadoudal
- 1960 : Étienne Rivoallan / Georges Cadoudal
- 1961 : Daniel Philippe / Georges Cadoudal
- 1964 : Michel Conan / Jacky Hétet
- 1965 : Jean-Pierre Ellien / Jean-Pierre Henry
- 1966 : Youenn Sicard / Alan Cochevelou
- 1967 : Jean-Pierre Ellien / Jean-Pierre Henry
- 1968 : Youenn Sicard / Alan Cochevelou
- 1969 : Youenn Sicard / Alan Cochevelou
- 1970 : Raymond Plouzennec / Xavier Colleter
- 1971 : Raymond Plouzennec / Xavier Colleter
- 1972 : Dominique Le Boucher / Fanch Gourvès
- 1973 : Michel Keranguyader / Jean-Luc Le Moign
- 1974 : Raymond Plouzennec / Erwan Ropars
- 1975 : Raymond Plouzennec / Erwan Ropars
- 1976 : Raymond Plouzennec / Erwan Ropars
- 1977 : Philippe Lefebvre / Michel Lavole
- 1978 :
- 1979 : Roland Becker / Hubert Raud
- 1980 :
- 1982 :
- 1983 : Alan Huitol / Bruno Le Rouzic
- 1984 : Alain Kerneur / Armel Denis
- 1985 : Roland Becker / Hubert Raud
- 1986 : Jorj Botuha / Pascal Guingo
- 1987 : Jorj Botuha / Pascal Guingo
- 1988 : Jorj Botuha / Pascal Guingo
- 1989 : Christophe Mahévas / Jean-Michell Mahévas
- 1990 : Jorj Botuha / Pascal Guingo
- 1991 : Christophe Mahévas / Jean-Michell Mahévas
- 1992 : Serge Riou / Erwan Ropars
- 1993 : Roland Becker / Hubert Raud
- 1994 : Roland Becker / Hubert Raud
- 1995 : Fabrice Lothodé / Jean-Yves Cadudal
- 1996 : Jorj Botuha / Pascal Guingo
- 1997 : Christophe Mahévas / Jean-Michell Mahévas
- 1998 : Christophe Mahévas / Jean-Michell Mahévas
- 1999 : Jorj Botuha / Pascal Guingo
- 2000 : Fabrice Lothodé / Jean-Yves Cadudal
- 2001 : André Le Meut / Ronan Latry
- 2002 : Fabrice Lothodé / Jean-Yves Cadudal
- 2003 : Fabrice Lothodé / Jean-Yves Cadudal
- 2004 : Jorj Botuha / Pascal Guingo
- 2005 : Jorj Botuha / Pascal Guingo
- 2006 : Hervé Irvoas / Cédric Moign
- 2007 : Jorj Botuha / Pascal Quingo
- 2008 : Hervé Irvoas / Cédric Moign
- 2009 : Yannick Martin / Daniel Moign
- 2010 : Yannick Martin / Daniel Moign
- 2011 : Yannick Martin / Daniel Moign
- 2012 : Gweltaz Rialland / Julien Grellier
- 2013 : Hubert Raud / Fabrice Lothodé
- 2014 : Goulven Hénaff / Alexis Meunier
- 2015 : Goulven Hénaff / Alexis Meunier
- 2016 : annulé en respect pour la famille de Tangi Josset
- 2017 : Goulven Hénaff / Alexis Meunier
- 2018 : Christophe Mahévas / Jean-Michel Mahévas
- 2019 : Goulven Hénaff / Alexis Meunier
- 2020 : annulé (Covid-19)
- 2021 : Christophe Mahévas / Jean-Michel Mahévas
- 2022 : Goulven Hénaff / Alexis Meunier
- 2023 : Christophe Mahévas / Jean-Michel Mahévas
- 2024 : Christophe Mahévas / Jean-Michel Mahévas

Sonneur et couple de sonneur braz
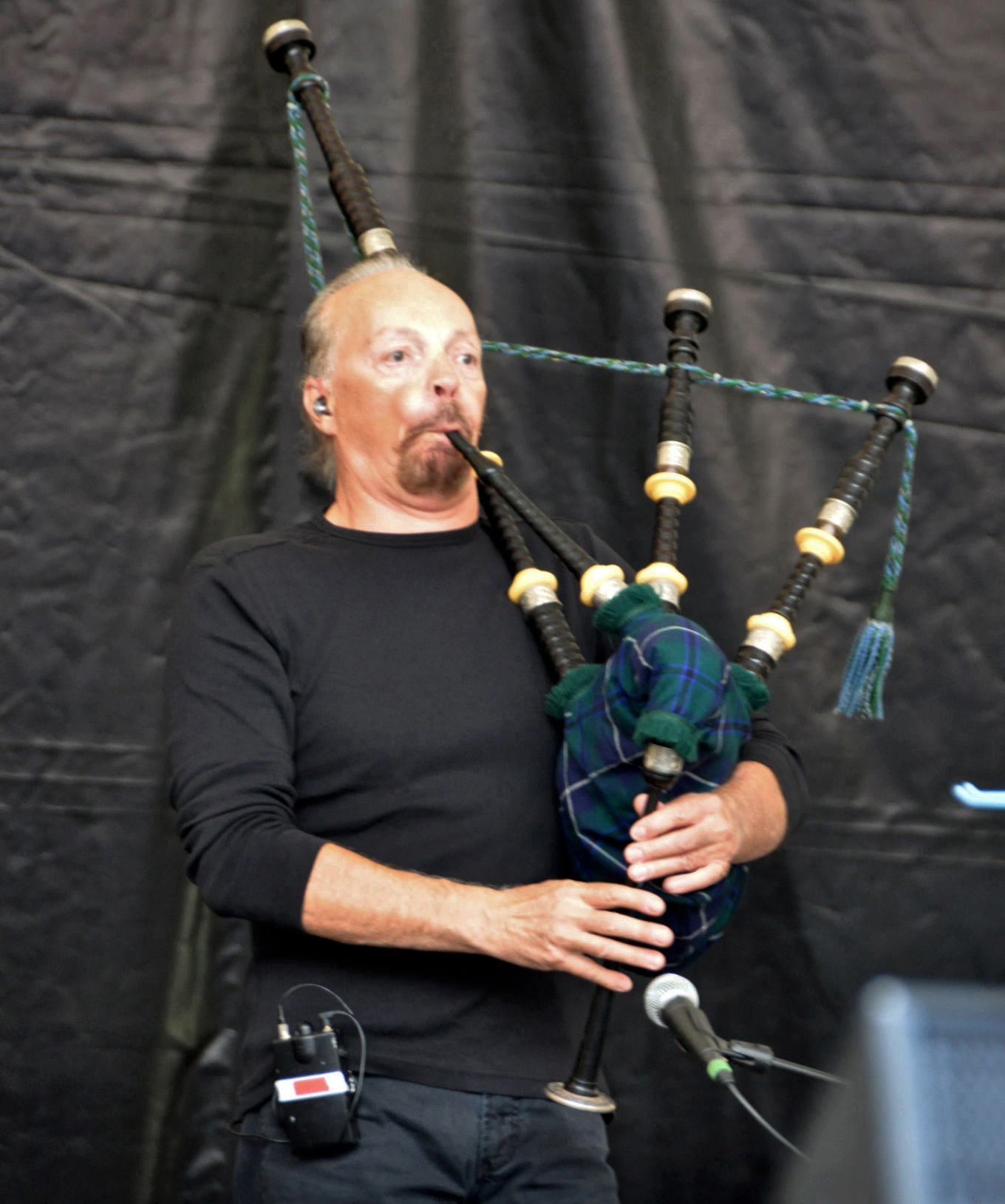
Alan Stivell (Cochevelou) à Gourin en 2010
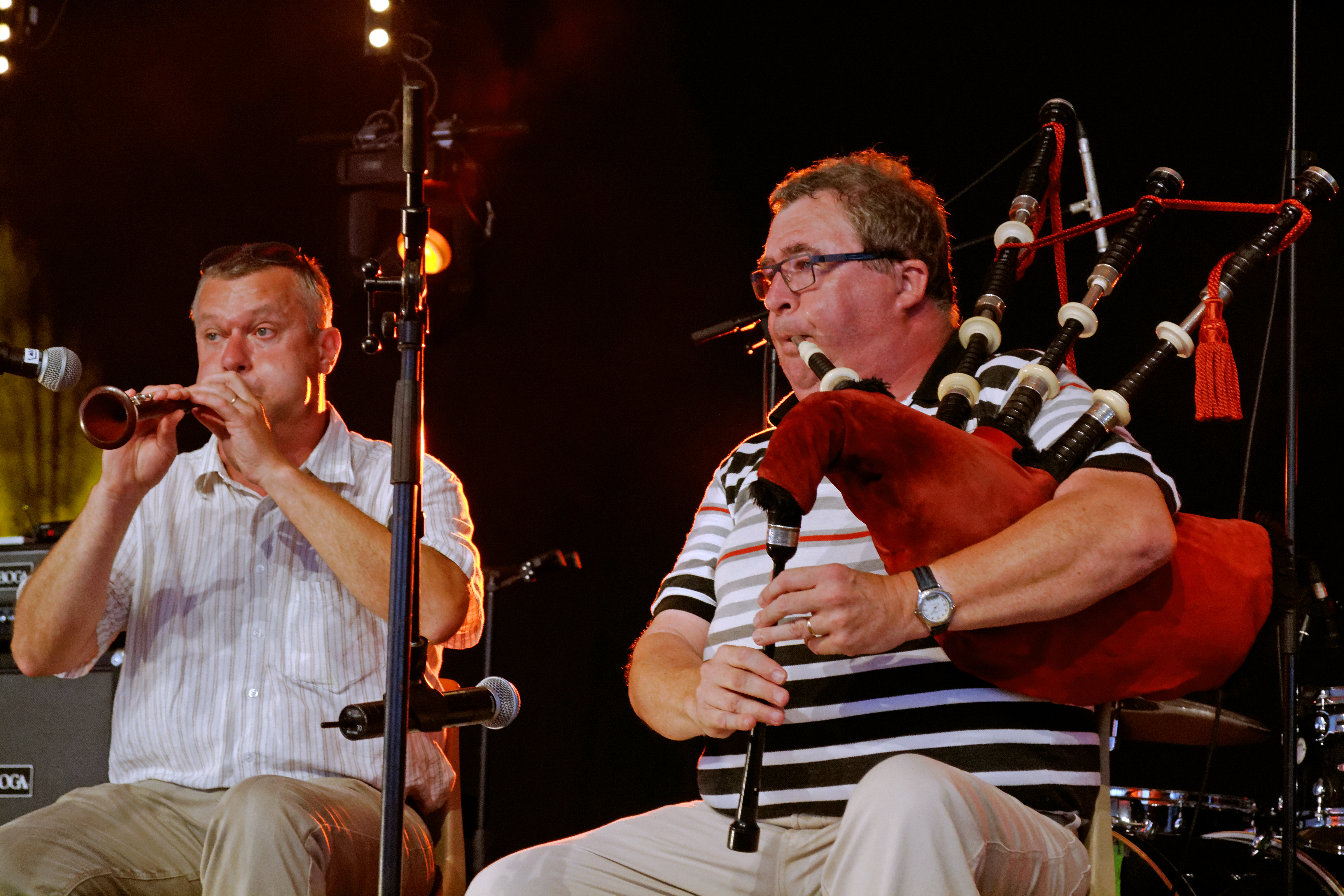
Fabrice Lothodé et Hubert Raud
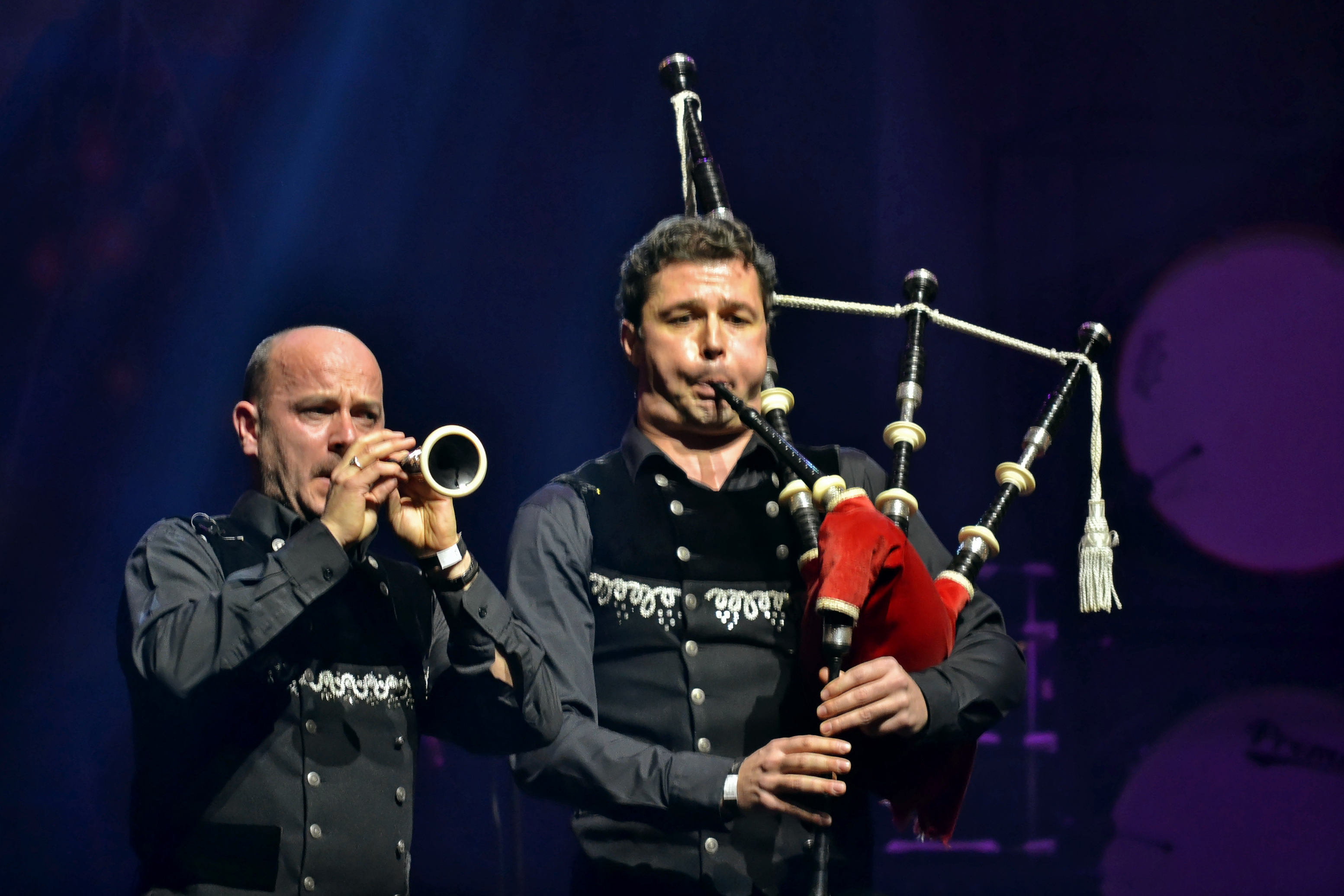
Goulven Hénaff et Alexis Meunier

### Duo libre
- 2000 : Le Vallégant / Lefèbvre
- 2001 : Roland Becker / Régis Huiban
- 2002 : Daniel Le Féon / Samuel Le Féon
- 2003 : Roland Becker / Régis Huiban
- 2004 : Roland Becker / Régis Huiban[31]
- 2005 : Daniel Le Féon / Samuel Le Féon[32]
- 2006 : Dominique Jouve / Yann Goas
- 2007 : Jérôme Rizio / Maël Le Paih
- 2008 : Glenn Le Merdy / Olivier Urvoy
- 2009 : Glenn Le Merdy / Olivier Urvoy
- 2010 : Sylvain Barou / Florian Baron
- 2011 : Jonathan Dour / Floriane Le Pottier
- 2012 : Émilien Robic / Romain Dubois
- 2013 : Thibault Lotout / Mickaël Derrien
- 2014 : Hélène Brunet / Yann Le Gall
- 2015 : Tristan Gloaguen / Hyacinthe Le Hénaff
- 2016 : Mickaël Derrien / Thibault Lotout
- 2017 : Tangi Josset / Willy Pichard
- 2018 : Willy Pichard / Stevan Vincendeau
- 2019 : Erwann Tobie / Heikki Bourgault
- 2020 : annulé (Covid-19)
- 2021 : Louri Derrien / Meriadeg Lorho-Pasco
- 2022 : Louri Derrien / Meriadeg Lorho-Pasco
- 2023 : Louri Derrien / Meriadeg Lorho-Pasco
- 2024 : Lina Le Courtois / Xavier Le Courtois

### Couple Jeunes
- 2000 : Liza Georgelin / Amel Le Vaillant
- 2001 : Liza Georgelin / Amel Le Vaillant
- 2002 : Tangi Josset / Yannick Martin[33]
- 2003 : Tangi Josset / Yannick Martin
- 2004 : Thomas Galeron / Sylvain Hamon
- 2005 : Mathieu Messager / Erwan Menguy
- 2006 : Ylan Couriaut / Ewen Couriaut
- 2007 : Ylan Couriaut / Youenn Couriaut
- 2008 : Ewen Couriaut / Youenn Couriaut
- 2009 : Fabien Lalaizon / Vincent Le Corre
- 2010 : Julien Bernard / Quentin Le Sourd
- 2011 : Aymeric Bevan / Quentin Le Sourd
- 2012 : François Billard / Youenn Couriaut
- 2013 : Loïc Le Cotillec / Franck Medrano
- 2014 : Maëlann Hervé / Enora Morice
- 2015 : Gwenaël Piel / Corentin David
- 2016 : Benjamin Le Roux / Loeiz Guillo
- 2017 : Tom Le Corronc / Marjorie Drumel
- 2018 : Morgan Cosquer / Elias Le Bot
- 2019 : Morgan Cosquer / Elias Le Bot
- 2020 : annulé (Covid-19)
- 2021 : Malo Saout / Iban Jouanno
- 2022 : Noan Goupil / Anaëlle Kergus
- 2023 : Iban Jouanno / Helori Saout
- 2024 : Elouen Irvoas / Morgan Nicolas

### Couple famille
- 2001 : Irvoas (père & fils)
- 2002 : Mathieu Riopel & Philippe Janvier (neveu & oncle)
- 2003 : Le Bihan & Philippe
- 2004 : Le Bihan & Philippe
- 2005 : Letenneur Alain & Pascal
- 2006 : Baron (père & fils)
- 2007 : Irvoas (père & fils)
- 2008 : Couriaut Yvon & Ewen
- 2009 : Le Baron Claude & Jego Riwal
- 2010 : Irvoas (père & fils)
- 2011 : Malarde Patrick & Damien
- 2012 : Le Teneur Alan & Pascal
- 2013 : L'Haridon Youn & Yann-Ewen
- 2014 : Morice Philippe & Enora
- 2015 : Rabé Gilles & Gwendal
- 2016 : Thomas & Éric Ollu
- 2017 : Irvoas (père & fils)
- 2018 : Pierre-Marie Kervarec & René Gonidec
- 2019 : Jouanno (père & fils)
- 2020 : annulé (Covid-19)
- 2021 : Jouanno (père & fils)
- 2022 : Swan Guillas & Jean-Michel Mahévas
- 2023 : Swan Guillas & Jean-Michel Mahévas
- 2024 : Jouanno (père & fils)

## Souvenirs

### Témoignages de sonneurs
Véritable aboutissement d’une année de travail, Gourin s’apparente à une compétition de haut-niveau. Les sonneurs ont pour autant le sentiment d’appartenir à une grande famille, avec son lot de chamailleries, réconciliations et retrouvailles. C’est ce qu’il ressort des témoignages des figures marquantes du rassemblement des sonneurs.
Alan Stivell, qui remporte le championnat avec Youenn Sicard, se souvient de leur préparation intense : « Nous préparions le concours d’arrache-pied presque tout l’été. En participant, nous avions l’impression de renforcer, avec d’autres, une approche spécifique de la musique : un respect très grand de la tradition, surtout de haute Cornouaille, mais revisitée dans une approche moderne, en intégrant les influences d’Étienne Rivoallan, des sœurs Goadec et de Herri Léon ar Big. » Il considère que « ce championnat a plutôt joué le rôle de complément indispensable à ce qui se passait du côté des bagadoù ». Selon lui, l’ampleur prise par le championnat au fil du temps a aussi rendu « moins claire la perception de ce qu’est la musique bretonne. Je reconnais avoir une certaine nostalgie du temps où la part de la musique locale, du Kreiz Breizh, dans les festoù-noz, était dominante. Privilégier les musiques bretonnes les plus différentes de la musique française, voire européenne, ne me paraissait pas une mauvaise chose. À part cette petite critique, je dois cependant dire que c’est pour moi une émotion extraordinaire, par les musiciens, les amis retrouvés, le lieu, qui est loin de m’être indifférent et gens, tout simplement si sympathiques ; Bevet Gourin ! ».

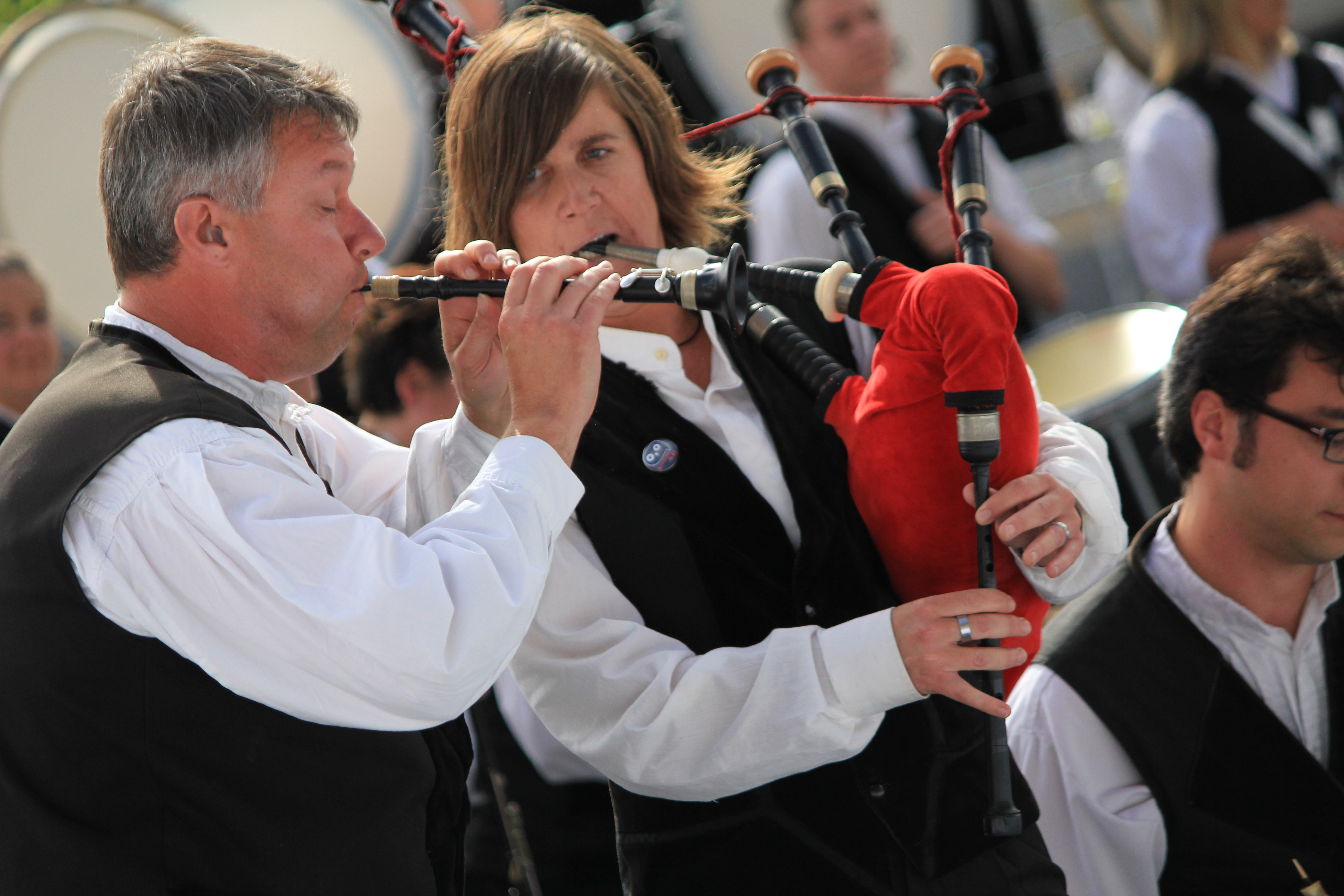
Fabrice Lothodé avec la Kevrenn Alre

Pour Fabrice Lothodé, penn-soner du bagad d’Auray, « le concours de Gourin est un outil formidable qui permet aux jeunes de s’inspirer des sonneurs des générations précédentes. C’est au contact des couples croisés à Gourin que les sonneurs de ma génération, formés par l’enseignement et la théorie, ont pris conscience de l’importance du style, de la liberté du sonneur, et même de l’importance de la langue bretonne ».
Pour Jorj Botuha, champion une quinzaine de fois, « il faut relativiser l’impact des concours sur la musique traditionnelle. Elle est certes devenue plus audible, mais plus standardisée, perdant le caractère qu’on trouvait chez beaucoup d’anciens sonneurs. La perte du lien à la langue, qui est essentiel pour la musique, ainsi qu’à la société traditionnelle, a fait des dégâts aussi sur le plan musical. Ce n’est pas propre à Gourin, c’est la société bretonne dans son ensemble qui a perdu beaucoup. Cependant, on observe à Gourin que, depuis les années 1990, on est revenu à une certaine authenticité, fruit du travail de collectage et d’imprégnation des sonneurs issus de la génération 1970. Alors qu’hier, de très grands se faisaient bouler, car les jurys ne comprenaient plus leur culture et leur musique, aujourd'hui, on peut dire que ce sont les meilleurs qui sont récompensés. »

### Témoignages audio

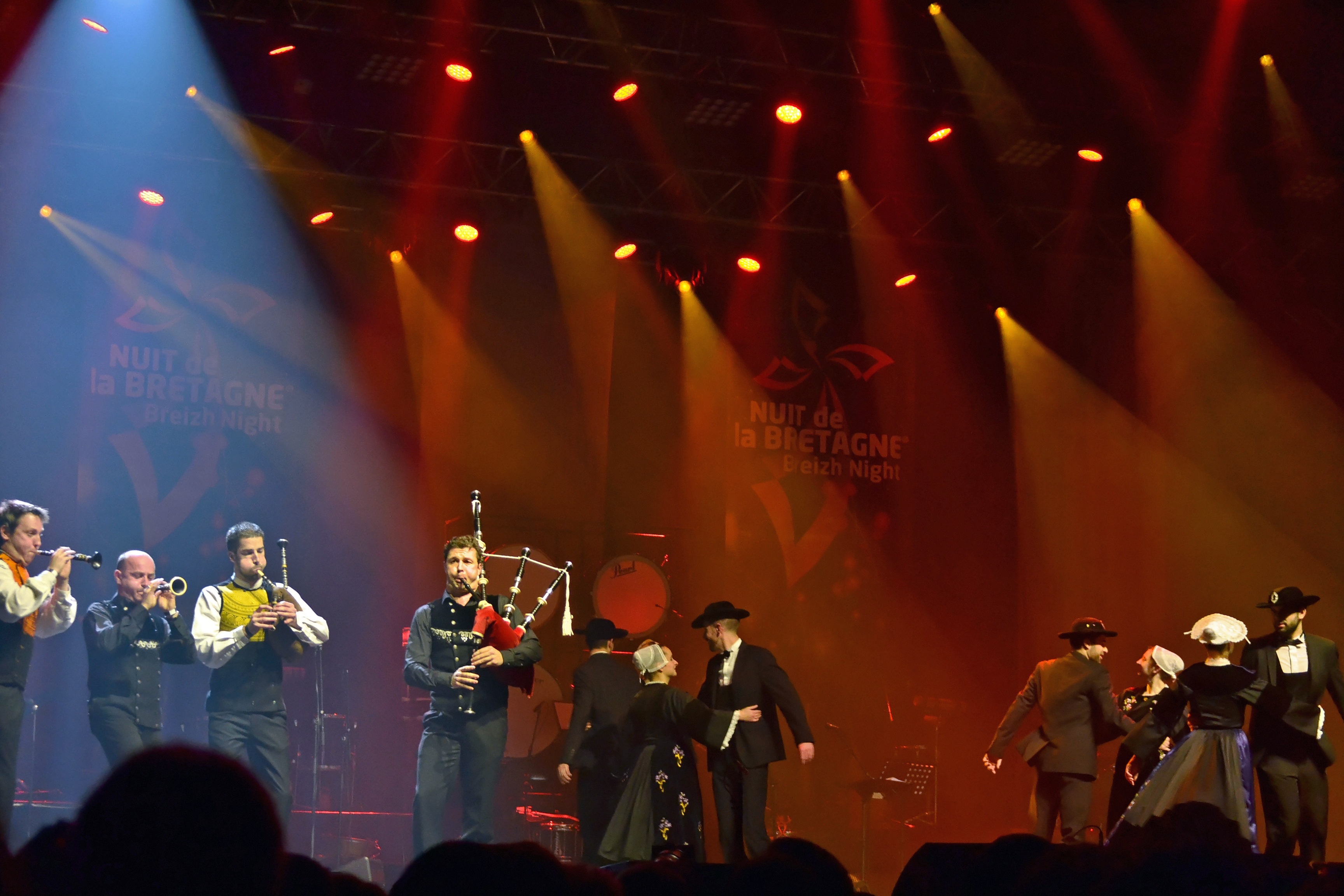
Les sonneurs réunis pour la Nuit de la Bretagne 2016 avec des danseurs.

Dastum et Bodadeg Ar Sonerion disposent dans leurs archives des témoignages laissés par la famille des sonneurs au fil des époques. Coop Breizh édite en 1997 un CD qui comporte 21 airs enregistrés par Bodadeg ar Sonerion lors de l'édition anniversaire de 1996, intitulé 40e championnat de Bretagne des sonneurs par couple, Gourin. Fabrice Lothodé a enregistré plusieurs albums avec ses compères. En 2008, Coop Breizh produit La Bretagne des sonneurs, un coffret double CD dédié aux sonneurs de couple.
En 2013, Sonerion édite Daou ha Daou, un coffret regroupant les œuvres proposées par les différents champions 2010, 2011 et 2012. En 2016, est éditée la 2e compilation Daou ha Daou comprenant les trois éditions suivantes. Depuis 2012, la Nuit de la Bretagne propose chaque année un spectacle réunissant les champions des deux catégories de l'année passée ; des CD et DVD ont été enregistrés dans les grandes salles de l'Ouest.